# Madisonville (Kentucky)
Madisonville é uma cidade localizada no estado americano de Kentucky, no Condado de Hopkins.

## Demografia
Segundo o censo americano de 2000, a sua população era de 19.307 habitantes.
Em 2006, foi estimada uma população de 19.303, um decréscimo de 4 (0.0%).

## Geografia
De acordo com o United States Census Bureau tem uma área de
48,0 km², dos quais 46,1 km² cobertos por terra e 1,9 km² cobertos por água.

## Localidades na vizinhança
O diagrama seguinte representa as localidades num raio de 20 km ao redor de Madisonville.